# بوكاليمو
بوكاليمو (بالإسبانية: Bucalemu)‏ هي مدينة تشيلية، تقع على بعد 37 كيلومترًا (23 ميلًا) من بتشيلمو، في مقاطعة كاردينال كارو، إقليم أوهيغينز. تنتمي إلى بلدية باريدونيس، ووفقًا لتعداد عام 1992، يبلغ عدد سكان بوكاليمو 1532 نسمة.